# Varpasaari (ö i Norra Savolax, Kuopio, lat 63,09, long 27,22)
Varpasaari är en ö i Finland. Den ligger i sjön Kallavesi (norra delen) och i kommunen Kuopio i den ekonomiska regionen  Kuopio ekonomiska region  och landskapet Norra Savolax, i den centrala delen av landet, 300 km norr om huvudstaden Helsingfors. Öns area är 1,5 hektar och dess största längd är 240 meter i öst-västlig riktning.